# Teinturier (métier)
Pour les articles homonymes, voir Teinturier.

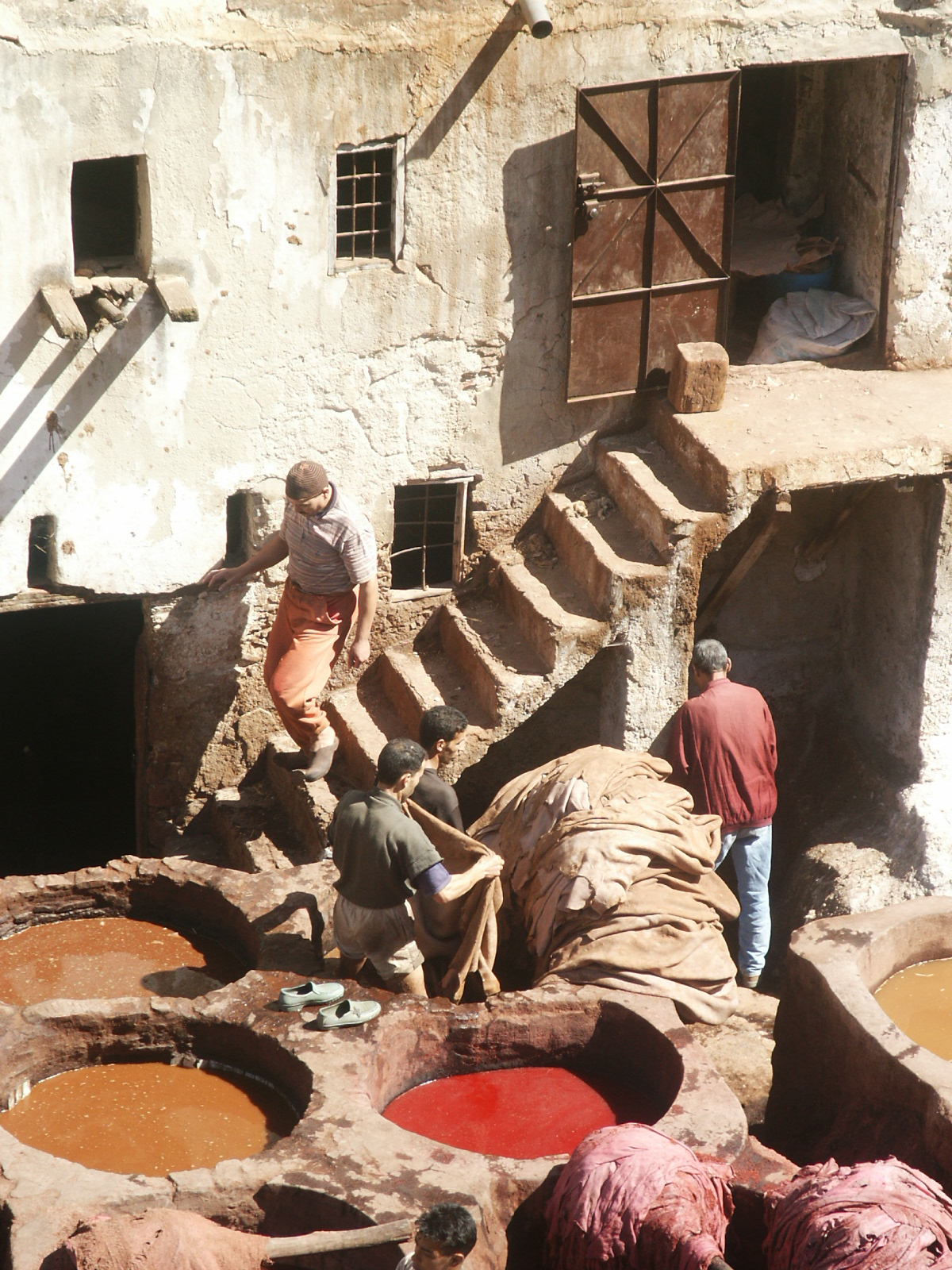
Teinturiers à Fez au Maroc.

Le teinturier est un professionnel qui teint et entretient les textiles, les cuirs et les peaux.

## Articles liés
- Teinture naturelle
- Colorant de cuve
- Blanchisserie
- Nettoyage à sec
- Teinture par nouage